# Peristeri
Peristeri (grec: Περιστέρι, que significa colom), antigament Peristerio i Peristerion, és un municipi de l'àrea urbana d'Atenes, Grècia, que es troba a 5 km al nord-oest del centre de la ciutat. Té una extensió d'uns 10 km² i fa frontera amb el riu Cefís, l'Avinguda Athinon (GR-8), Khaidari a l'oest i Petroupoli al nord-oest. L'àrea inclou la meitat nord de l'àrea industrial d'Atenes.

## Transport
La terminal d'autobusos d'Atenes és a l'est de Peristeri, prop de la seva estació més propera a Sepolia. El 2004 s'hi va obrir una estació de metro anomenada Hàgios Antonios, per la proximitat a l'església d'Hàgios Antonios (Sant Antoni). A finals del 2009 van obrir dues altres estacions, Peristeri (prop de l'ajuntament) i Anthoupoli (prop del carrer Thivon).

## Evolució de la població
Com que Peristeri es troba al centre de l'aglomeració urbana d'Atenes, pràcticament la totalitat del seu terreny està construït. Això dificulta la creació de nous habitatges i, en conseqüència, l'augment del nombre de residents.
| Any  | Població |
| ---- | -------- |
| 1991 | 141.971  |
| 2001 | 146.743  |

## Esports
Peristeri té un equip de futbol en la primera divisió grega, l'Atromitos. Va baixar a la Beta Ethniki (segona divisió) la temporada 2008-2009 però va tornar a la primera divisió la temporada 2009-2010.
El Peristeri BC, un equip de bàsquet de A1 Ethniki, la primera divisió de bàsquet, juga a l'estadi Peristeri (o Estadi d'Andreas Papandreou). L'aforament de l'estadi és de 4.000 persones i pertany a l'ajuntament.

## Personatges famosos
- Grigoris Bithikotsis (1922-2005), cantant i compositor
- Angela Dimitriou, cantant
- Vangelis Ploios, actor

## Ciutats agermanades
Peristeri està agermanada amb:
- Iaşi, Romania

- Ruse, Bulgària.[2]